# Список переписей населения стран мира
В настоящее время переписи населения проводятся в большинстве стран мира.
Ниже указаны годы переписей по странам мира с указанием численности населения.

## Переписи населения в странах Европы

### Австрия
Последняя традиционная перепись населения в Австрии была проведена в 2001 году. В 2011 году проведена первая перепись на основе регистров, которая заменяет традиционные переписи, и способствует накоплению данных о фактическом населении страны, не прибегая к бумажному анкетированию.
| Численность населения (по годам) | Численность населения (по годам) | Численность населения (по годам) | Численность населения (по годам) | Численность населения (по годам) | Численность населения (по годам) | Численность населения (по годам) | Численность населения (по годам) | Численность населения (по годам) | Численность населения (по годам) | Численность населения (по годам) | Численность населения (по годам) | Численность населения (по годам) | Численность населения (по годам) |
| 1869                             | 1880                             | 1890                             | 1900                             | 1910                             | 1934                             | 1951                             | 1961                             | 1971                             | 1981                             | 1991                             | 2001                             | 2011                             | 2021                             |
| -------------------------------- | -------------------------------- | -------------------------------- | -------------------------------- | -------------------------------- | -------------------------------- | -------------------------------- | -------------------------------- | -------------------------------- | -------------------------------- | -------------------------------- | -------------------------------- | -------------------------------- | -------------------------------- |
| 4 497 880                        | ↗4 963 528                       | ↗5 417 360                       | ↗6 003 845                       | ↗6 648 310                       | ↗6 760 044                       | ↗6 933 905                       | ↗7 073 807                       | ↗7 491 526                       | ↗7 555 338                       | ↗7 795 786                       | ↗8 032 926                       | ↗8 401 940                       | ↗8 969 068                       |

### Албания
Результаты переписи населения Албании, проведённой в 2023 году, будут опубликованы в июне 2024 года.
| Численность населения (по годам) |          |            |            |            |            |            |            |            |            |            |
| 1923                             | 1930     | 1945       | 1950       | 1955       | 1960       | 1969       | 1979       | 1989       | 2001       | 2011       |
| -------------------------------- | -------- | ---------- | ---------- | ---------- | ---------- | ---------- | ---------- | ---------- | ---------- | ---------- |
| 814 380                          | ↗833 618 | ↗1 122 044 | ↗1 218 945 | ↗1 391 499 | ↗1 626 315 | ↗2 068 155 | ↗2 590 600 | ↗3 182 417 | ↘3 069 275 | ↘2 831 741 |

### Беларусь
| Численность населения (по годам) | Численность населения (по годам) | Численность населения (по годам) | Численность населения (по годам) | Численность населения (по годам) | Численность населения (по годам) | Численность населения (по годам) | Численность населения (по годам) | Численность населения (по годам) | Численность населения (по годам) |
| 1897                             | 1926                             | 1939                             | 1959                             | 1970                             | 1979                             | 1989                             | 1999                             | 2009                             | 2019                             |
| -------------------------------- | -------------------------------- | -------------------------------- | -------------------------------- | -------------------------------- | -------------------------------- | -------------------------------- | -------------------------------- | -------------------------------- | -------------------------------- |
| 6 673 000                        | ↘4 986 000                       | ↗8 912 200                       | ↘8 055 700                       | ↗8 992 200                       | ↗9 532 500                       | ↗10 151 800                      | ↘10 045 237                      | ↘9 503 807                       | ↘9 413 446                       |

### Бельгия
| Численность населения (по годам) | Численность населения (по годам) | Численность населения (по годам) | Численность населения (по годам) | Численность населения (по годам) | Численность населения (по годам) | Численность населения (по годам) | Численность населения (по годам) | Численность населения (по годам) | Численность населения (по годам) | Численность населения (по годам) | Численность населения (по годам) | Численность населения (по годам) | Численность населения (по годам) | Численность населения (по годам) |
| 1846                             | 1856                             | 1866                             | 1876                             | 1880                             | 1890                             | 1900                             | 1910                             | 1920                             | 1930                             | 1947                             | 1961                             | 1970                             | 1981                             | 1991                             |
| -------------------------------- | -------------------------------- | -------------------------------- | -------------------------------- | -------------------------------- | -------------------------------- | -------------------------------- | -------------------------------- | -------------------------------- | -------------------------------- | -------------------------------- | -------------------------------- | -------------------------------- | -------------------------------- | -------------------------------- |
| 4 337 196                        | ↗4 529 460                       | ↗4 827 833                       | ↗5 336 185                       | ↗5 520 009                       | ↗6 069 321                       | ↗6 693 548                       | ↗7 423 784                       | ↗7 465 782                       | ↗8 092 004                       | ↗8 512 195                       | ↗9 189 741                       | ↗9 650 944                       | ↗9 848 647                       | ↗9 978 681                       |
| 2001                             | 2011                             |                                  |                                  |                                  |                                  |                                  |                                  |                                  |                                  |                                  |                                  |                                  |                                  |                                  |
| ↗10 296 350                      | ↗11 000 638                      |                                  |                                  |                                  |                                  |                                  |                                  |                                  |                                  |                                  |                                  |                                  |                                  |                                  |

### Болгария
| Численность населения (по годам) | Численность населения (по годам) | Численность населения (по годам) | Численность населения (по годам) | Численность населения (по годам) | Численность населения (по годам) | Численность населения (по годам) | Численность населения (по годам) | Численность населения (по годам) | Численность населения (по годам) | Численность населения (по годам) | Численность населения (по годам) | Численность населения (по годам) | Численность населения (по годам) | Численность населения (по годам) |
| 1881                             | 1887                             | 1893                             | 1900                             | 1905                             | 1910                             | 1920                             | 1926                             | 1934                             | 1946                             | 1956                             | 1965                             | 1975                             | 1985                             | 1992                             |
| -------------------------------- | -------------------------------- | -------------------------------- | -------------------------------- | -------------------------------- | -------------------------------- | -------------------------------- | -------------------------------- | -------------------------------- | -------------------------------- | -------------------------------- | -------------------------------- | -------------------------------- | -------------------------------- | -------------------------------- |
| 2 007 919                        | ↗3 154 375                       | ↗3 310 713                       | ↗3 744 283                       | ↗4 035 575                       | ↗4 337 513                       | ↗4 846 971                       | ↗5 478 741                       | ↗6 077 939                       | ↗7 029 349                       | ↗7 629 254                       | ↗8 227 966                       | ↗8 727 771                       | ↗8 948 649                       | ↘8 487 317                       |
| 2001                             | 2011                             | 2021                             |                                  |                                  |                                  |                                  |                                  |                                  |                                  |                                  |                                  |                                  |                                  |                                  |
| ↘7 928 901                       | ↘7 364 570                       | ↘6 519 789                       |                                  |                                  |                                  |                                  |                                  |                                  |                                  |                                  |                                  |                                  |                                  |                                  |

### Босния и Герцеговина
| Численность населения (по годам) | Численность населения (по годам) | Численность населения (по годам) | Численность населения (по годам) | Численность населения (по годам) | Численность населения (по годам) | Численность населения (по годам) | Численность населения (по годам) | Численность населения (по годам) | Численность населения (по годам) | Численность населения (по годам) | Численность населения (по годам) | Численность населения (по годам) |
| 1879                             | 1885                             | 1895                             | 1910                             | 1921                             | 1931                             | 1948                             | 1953                             | 1961                             | 1971                             | 1981                             | 1991                             | 2013                             |
| -------------------------------- | -------------------------------- | -------------------------------- | -------------------------------- | -------------------------------- | -------------------------------- | -------------------------------- | -------------------------------- | -------------------------------- | -------------------------------- | -------------------------------- | -------------------------------- | -------------------------------- |
| 1 158 440                        | ↗1 336 091                       | ↗1 568 092                       | ↗1 898 044                       | ↘1 890 440                       | ↗2 323 555                       | ↗2 565 277                       | ↗2 847 459                       | ↗3 277 948                       | ↗3 746 111                       | ↗4 124 256                       | ↗4 377 033                       | ↘3 531 159                       |

### Великобритания
| Численность населения (по годам) | Численность населения (по годам) | Численность населения (по годам) | Численность населения (по годам) | Численность населения (по годам) | Численность населения (по годам) | Численность населения (по годам) | Численность населения (по годам) | Численность населения (по годам) | Численность населения (по годам) | Численность населения (по годам) | Численность населения (по годам) | Численность населения (по годам) | Численность населения (по годам) |
| 1801                             | 1811                             | 1821                             | 1831                             | 1841                             | 1851                             | 1861                             | 1871                             | 1881                             | 1891                             | 1901                             | 1911                             | 1921                             | 1931                             |
| -------------------------------- | -------------------------------- | -------------------------------- | -------------------------------- | -------------------------------- | -------------------------------- | -------------------------------- | -------------------------------- | -------------------------------- | -------------------------------- | -------------------------------- | -------------------------------- | -------------------------------- | -------------------------------- |
| 10 917 433                       | ↗12 424 120                      | ↗14 402 643                      | ↗16 564 138                      | ↗18 813 786                      | ↗21 121 967                      | ↗23 085 579                      | ↗26 072 036                      | ↗29 707 207                      | ↗33 015 701                      | ↗36 999 946                      | ↗40 834 714                      | ↗42 769 196                      | ↗44 790 485                      |
| 1951                             | 1961                             | 1966                             | 1971                             | 1981                             | 1991                             | 2001                             | 2011                             | 2021                             |                                  |                                  |                                  |                                  |                                  |
| ↗50 383 283                      | ↗52 867 716                      | ?                                | 53 978 538                       | ?                                | ?                                | 58 789 194                       | ↗63 182 000                      |                                  |                                  |                                  |                                  |                                  |                                  |

1. ↑  Перепись населения Шотландии проведена в 2022 году из-за коронавирусных ограничений.

### Венгрия
| Численность населения (по годам) | Численность населения (по годам) | Численность населения (по годам) | Численность населения (по годам) | Численность населения (по годам) | Численность населения (по годам) | Численность населения (по годам) | Численность населения (по годам) | Численность населения (по годам) | Численность населения (по годам) | Численность населения (по годам) | Численность населения (по годам) | Численность населения (по годам) | Численность населения (по годам) |
| 1870                             | 1880                             | 1890                             | 1900                             | 1910                             | 1920                             | 1930                             | 1941                             | 1949                             | 1960                             | 1970                             | 1980                             | 1990                             | 2001                             |
| -------------------------------- | -------------------------------- | -------------------------------- | -------------------------------- | -------------------------------- | -------------------------------- | -------------------------------- | -------------------------------- | -------------------------------- | -------------------------------- | -------------------------------- | -------------------------------- | -------------------------------- | -------------------------------- |
| 5 011 000                        | ↗5 329 000                       | ↗6 009 000                       | ↗6 854 000                       | ↗7 612 000                       | ↗7 987 000                       | ↗8 685 000                       | ↗9 316 000                       | ↘9 205 000                       | ↗9 961 000                       | ↗10 301 000                      | ↗10 709 000                      | ↘10 375 000                      | ↘10 198 000                      |
| 2011                             | 2022                             |                                  |                                  |                                  |                                  |                                  |                                  |                                  |                                  |                                  |                                  |                                  |                                  |
| ↘9 982 000                       | ↘9 604 000                       |                                  |                                  |                                  |                                  |                                  |                                  |                                  |                                  |                                  |                                  |                                  |                                  |

### Германия
Первая перепись проведена в 1871 — 41 060 000.
Последующие переписи проведены в
- 1880 — 45 235 000,
- 1885 — 46 855 704,
- 1890 — 49 416 476,
- 1900 — 56 256 200,
- 1910 — 64 926 000,
- 1925 — 63 363 000,
- 1933 — 66 031 000,
- 1939 — 79 375 281,
- 1946 — 65 137 274,
- 1950 — 69 346 297,
- 1964 — 75 591 082,
- 1970 —
- 1987.
- 2011— 80 200 000,[27]

Последняя перепись была проведена в мае 2011 года.

### Греция
Первая перепись проведена в 1821 — 938 800.
Последующие переписи проведены в
- 1828 — 753 400,
- 1838 — 752 100,
- 1839 — 823 800,
- 1840 — 850 200,
- 1841 — 861 000,
- 1842 — 853 000,
- 1843 — 915 100,
- 1844 — 930 300,
- 1845 — 960 200,
- 1848 — 986 700,
- 1853 — 1 053 500,
- 1856 — 1 062 600,
- 1861 — 1 096 800,
- 1870 — 1 457 900,
- 1879 — 1 679 500,
- 1889 — 2 187 200,
- 1896 — 2 433 800,
- 1907 — 2 632 000,
- 1920 — 5 016 900,
- 1928 — 6 204 700,
- 1940 — 7 344 900,
- 1947 — 7 536 000,
- 1951 — 7 632 800,
- 1961 — 8 398 050,
- 1971 — 8 831 036,
- 1981 — 9 729 350,
- 1991 — 10 256 282.
- 2001 — 10 949 953
- 2011 — 10 815 197
- 2021 – 10 482 487

Последняя перепись проведена в 2021

  (недоступная ссылка с 13-05-2013 [4459 дней] — история)
  (недоступная ссылка с 13-05-2013 [4459 дней] — история)

### Дания
Первая перепись проведена в 1801 — 929 000.
Последующие переписи проведены в
- 1834 — 1 231 000,
- 1837 — 1 260 000,
- 1840 — 1 289 100,
- 1845 — 1 350 300,
- 1850 — 1 414 600,
- 1855 — 1 499 900,
- 1860 — 1 608 400,
- 1870 — 1 783 600,
- 1880 — 1 969 000,
- 1890 — 2 172 400,
- 1901 — 2 449 500,
- 1906 — 2 589 000,
- 1911 — 2 775 100,
- 1916 — 2 921 400,
- 1921 — 3 267 800,
- 1925 — 3 408 000,
- 1930 — 3 550 400,
- 1935 — 3 706 400,
- 1940 — 3 844 500,
- 1945 — 3 950 000,
- 1950 — 4 270 000,
- 1955 — 4 543 300,
- 1960 — 4 593 800,
- 1965 — 4 779 400,
- 1970 — 4 950 600,
- 1976 — 5 079 900,
- 1981 — 5 119 200,
- 1991 — 5 162 100,
- 1995 — 5 251 000,
- 2004 — 5 414 000,
- 2007 — 5 451 800,
- 2017 —

Последняя перепись проведена в июне 2007 — 5 451 800.

### Ирландия
Первая перепись проведена в 1821 — 6 802 000.
Последующие переписи проведены в
- 1831 — 7 767 000,
- 1841 — 6 528 800,
- 1851 — 5 111 600,
- 1861 — 4 402 100,
- 1871 — 4 035 200,
- 1881 — 3 870 000,
- 1891 — 3 468 700,
- 1901 — 3 221 823,
- 1911 — 3 139 688,
- 1926 — 2 971 992,
- 1936 — 2 968 420,
- 1946 — 2 955 107,
- 1951 — 2 960 593,
- 1956 — 2 898 300,
- 1961 — 2 818 341,
- 1966 — 2 884 000,
- 1971 — 2 978 248,
- 1979 — 3 368 200,
- 1981 — 3 443 405,
- 1986 — 3 540 600,
- 1991 — 3 525 719,
- 1996 — 3 626 087,
- 2002 —  3 917 203,
- 2006 — 4 239 848,
- 2011 — 4 588 252,
- 2016 — 4 761 865,
- 2022 — 5 149 139,  [28]
- 2026 —

Последняя перепись будет проведена в 2026 — 

  (недоступная ссылка с 13-05-2013 [4459 дней])

### Испания
Первая перепись проведена в 1857 — 15 495 200.
Последующие переписи проведены в
- 1860 — 15 655 500,
- 1877 — 16 631 900,
- 1887 — 17 560 600,
- 1897 — 18 065 600,
- 1900 — 18 618 086,
- 1910 — 19 990 669,
- 1920 — 21 388 551,
- 1930 — 23 677 095,
- 1940 — 26 014 278,
- 1950 — 28 117 873,
- 1960 — 30 582 936,
- 1970 — 33 956 047,
- 1981 — 37 742 561,
- 1991 — 39 433 942.

Последняя перепись проведена в 2001 — 40 847 300.
 (недоступная ссылка)

### Италия
Первая перепись проведена в 1861 — 25 017 000.
Последующие переписи проведены в
- 1871 — 26 801 200,
- 1882 — 28 459 600,
- 1892 — 30 347 300,
- 1901 — 32 045 400,
- 1911 — 35 131 800,
- 1921 — 38 756 000,
- 1931 — 41 176 700,
- 1936 — 42 444 600,
- 1951 — 47 417 000,
- 1961 — 50 523 000,
- 1971 — 54 005 000,
- 1981 — 56 541 300,
- 1991 — 56 757 200.

Последняя перепись проведена в 2001 — 56 305 600.
  (недоступная ссылка с 13-05-2013 [4459 дней] — история)

### Латвия
Первая перепись проведена в 1881 — 1 785 200.
Последующие переписи проведены
- 1897 — 1 973 400,
- 1920 — 1 596 000,
- 1925 — 1 844 800,
- 1930 — 1 900 100,
- 1935 — 1 950 500,
- 1959 — 2 079 900,
- 1970 — 2 351 900,
- 1979 — 2 502 800,
- 1989 — 2 666 600.
- 2000 — 2 375 300.
- 2011

### Литва
Первая перепись проведена в 1897 — 1 591 200.
Последующие переписи проведены в
- 1923 — 2 029 000,
- 1959 — 2 696 700,
- 1970 — 3 118 900,
- 1979 — 3 391 500,
- 1989 — 3 674 800.
- 2001 — 3 484 000.
- 2011

### Македония
Первая перепись проведена в 1869 — 470 000.
Последующие переписи проведены
- 1880 — 530 000,
- 1890 — 587 000,
- 1900 — 651 000,
- 1910 — 721 000,
- 1921 — 808 700,
- 1931 — 950 000,
- 1948 — 1 153 000,
- 1953 — 1 304 500,
- 1961 — 1 406 000,
- 1971 — 1 647 300,
- 1981 — 1 909 100,
- 1991 — 2 034 000,
- 1994 — 1 945 900.

Последняя перепись проведена в 2002 — 2 022 547.
  (недоступная ссылка с 13-05-2013 [4459 дней] — история)

### Молдова
Первая перепись проведена в 1897 — 1 935 400.
Последующие переписи проведены в
- 1926 — 2 957 000,
- 1937 — ,
- 1939 — ,
- 1959 — 2 884 000,
- 1970 — 3 568 900,
- 1979 — 3 947 400,
- 1989 — 4 337 600.

Последняя перепись проведена в 2004 — 3 383 322.

### Нидерланды
Первая перепись проведена в 1830 — 2 626 000.
Последующие переписи проведены в
- 1840 — 2 874 000,
- 1849 — 3 074 000,
- 1859 — 3 303 000,
- 1869 — 3 560 000,
- 1879 — 3 962 000,
- 1889 — 4 463 000,
- 1900 — 5 104 100,
- 1910 — 5 858 200,
- 1921 — 6 865 300,
- 1931 — 7 935 600,
- 1947 — 9 542 700,
- 1960 — 11 417 300,
- 1971 — 13 119 400,
- 1991 — 15 010 400.

Последняя перепись проведена в 2001 — 16 000 000.

### Норвегия
Первая перепись проведена в 1801 (1665) — 883 600.
Последующие переписи проведены в
- 1815 — 885 400,
- 1825 — 1 051 300,
- 1835 — 1 194 800,
- 1845 — 1 328 500,
- 1855 — 1 490 000,
- 1865 — 1 701 800,
- 1875 — 1 813 400,
- 1890 — 2 000 900,
- 1900 — 2 240 000,
- 1910 — 2 391 800,
- 1920 — 2 649 800,
- 1930 — 2 814 200,
- 1946 — 3 157 000,
- 1950 — 3 265 126,
- 1960 — 3 581 239,
- 1970 — 3 877 386,
- 1980 — 4 085 620,
- 1990 — 4 242 006.

Последняя перепись проведена в 2001 — 4 515 195.

### Польша
Первая перепись после получения независимости в XX веке проведена в 1921 — 27 176 700.
Последующие переписи проведены в
- 1931 — 32 107 800,
- 1950 — 24 824 000,
- 1960 — 29 589 842,
- 1970 — 32 526 000,
- 1978 — 34 929 072,
- 1988 — 37 866 840,

Последняя перепись проведена в 2002 — 38 625 976.

### Португалия
Первая перепись проведена в 1841 — 3 412 500.
Последующие переписи проведены в
- 1864 — 4 340 000,
- 1878 — 4 750 000,
- 1890 — 5 050 000,
- 1900 — 5 450 000,
- 1911 — 5 957 000,
- 1920 — 6 033 000,
- 1930 — 6 826 000,
- 1940 — 7 760 000,
- 1950 — 8 442 750,
- 1960 — 9 036 700,
- 1970 — 9 044 200,
- 1981 — 9 850 079,
- 1990 — 9 922 689,

Последняя перепись проведена в 2001 — 10 386 753.

### РоссияиСССР[29]
Первая перепись проведена в 1897 — 67 475 000 (в современных границах ).
Последующие переписи проведены в
- 1926 — 92 700 000,
- 1937 — 104 932 000,
- 1939 — 108 380 000,
- 1959 — 117 535 000,
- 1970 — 130 000 000,
- 1979 — 137 550 000,
- 1989 — 147 385 000,
- 2002 — 145 165 000,

Последняя перепись проведена в 2010 — 142 905 000.

### Румыния
Первая перепись проведена в 1859 — 3 864 800.
Последующие переписи проведены в
- 1899 — 5 910 000,
- 1912 — 7 235 000,
- 1920 — 16 262 200,
- 1930 — 18 052 500,
- 1941 — 16 126 000,
- 1948 — 15 872 600,
- 1956 — 17 583 000,
- 1966 — 19 140 783,
- 1977 — 21 658 597,
- 1992 — 22 797 027.

Последняя перепись проведена в 2002 — 22 404 337.

### Словакия
Первая перепись проведена в 1857.
Последующие переписи проведены в
- 1869 — 2 481 800,
- 1880 — 2 477 500,
- 1890 — 2 595 200,
- 1900 — 2 782 900,
- 1910 — 2 916 700,
- 1921 — 2 993 900,
- 1930 — 3 324 100,
- 1946 — 3 327 800,
- 1950 — 3 463 446,
- 1961 — 4 191 642,
- 1970 — 4 523 873,
- 1980 — 4 965 958,
- 1991 — 5 281 610,

Последняя перепись проведена в 2001 — 5 404 681.
 Архивная копия от 13 августа 2012 на Wayback Machine

### Словения
Первая перепись проведена в 1857 — 1 101 900.
Последующие переписи проведены в
- 1869 — 1 128 800,
- 1880 — 1 182 200,
- 1890 — 1 234 100,
- 1900 — 1 268 100,
- 1910 — 1 321 100,
- 1921 — 1 054 900,
- 1948 — 1 391 900,
- 1953 — 1 497 875,
- 1961 — 1 571 851,
- 1971 — 1 685 624,
- 1981 — 1 839 256,
- 1991 — 1 913 355,
- 2002 — 1 964 036,
- 2011 — 2 050 189,
- 2021 — 2 108 977[30],

Последняя перепись проведена в 2021 — 2 108 977 .

### Украина
Первая перепись проведена в 1897 (в рамках первой переписи населения Российской империи) — 23 430 500.
Последующие переписи проведены в
- 1913 — 35 210 000,
- 1926 — 29 227 700,
- 1959 — 42 006 030,
- 1970 — 47 235 697,
- 1979 — 49 835 012,
- 1989 — 51 501 478,
- Перепись 2001 — 48 507 924.
- Следующая перепись перенесена на неопределенный срок[32]

### Финляндия
Первая перепись проведена в 1800.

### Франция
Первая перепись проведена в 1801 — 29 361 000.
Последующие переписи проведены в
- 1806 — 29 600 000,
- 1821 — 31 161 000,
- 1831 — 33 218 000,
- 1836 — 34 240 000,
- 1841 — 34 911 000,
- 1846 — 36 097 000,
- 1851 — 36 472 000,
- 1856 — 36 714 000,
- 1861 — 37 386 000,
- 1866 — 38 067 000,
- 1872 — 36 103 000,
- 1876 — 36 906 000,
- 1881 — 37 672 000,
- 1886 — 38 219 000,
- 1891 — 38 343 000,
- 1896 — 38 517 000,
- 1901 — 38 962 000,
- 1911 — 39 605 000,
- 1921 — 39 108 000,
- 1926 — 40 581 000,
- 1931 — 41 524 000,
- 1936 — 41 502 000,
- 1946 — 40 503 000,
- 1954 — 43 821 574,
- 1962 — 48 088 673,
- 1968 — 51 034 413,
- 1975 — 53 955 042,
- 1982 — 55 696 955,
- 1991 — 58 514 114,

Последняя перепись проведена в 1999 — 60 823 977.

### Хорватия
Первая перепись проведена в 1857 — 2 181 500.
Последующие переписи проведены в
- 1869 — 2 398 300,
- 1880 — 2 506 200,
- 1890 — 2 854 600,
- 1900 — 3 161 500,
- 1910 — 3 460 600,
- 1921 — 3 443 400,
- 1931 — 3 430 270,
- 1948 — 3 779 858,
- 1953 — 3 936 022,
- 1961 — 4 159 696,
- 1971 — 4 426 221,
- 1981 — 4 601 469,
- 1991 — 4 784 265,
- 2001 — 4 437 460,

Последняя перепись проведена в 2011 — 4 290 612.

### Чехия
Первая перепись проведена в 1858 — 7 016 500.
Последующие переписи проведены в
- 1870 — 7 684 400,
- 1881 — 8 279 700,
- 1891 — 8 725 800,
- 1901 — 9 436 800,
- 1910 — 10 149 000,
- 1920 — 10 058 000,
- 1930 — 10 674 400,
- 1950 — 8 925 122,
- 1961 — 9 587 250,
- 1970 — 9 795 226,
- 1980 — 10 288 726,
- 1991 — 10 305 158,

Последняя перепись проведена в 2001 — 10 262 308.

### Швейцария
Первая перепись проведена в 1837.

### Швеция
Первая перепись проведена в 1749 — 1 780 700.
Последующие переписи проведены в
- 1760 — 1 925 200,
- 1770 — 2 042 600,
- 1780 — 2 118 300,
- 1790 — 2 187 700,
- 1800 — 2 347 300,
- 1810 — 2 377 900,
- 1820 — 2 584 700,
- 1830 — 2 888 100,
- 1840 — 3 138 900,
- 1850 — 3 482 500,
- 1860 — 3 859 700,
- 1870 — 4 168 500,
- 1880 — 4 565 700,
- 1890 — 4 785 000,
- 1900 — 5 136 400,
- 1905 — 5 294 900,
- 1910 — 5 522 400,
- 1915 — 5 712 700,
- 1920 — 5 904 500,
- 1925 — 6 053 600,
- 1930 — 6 142 200,
- 1935 — 6 250 500,
- 1940 — 6 371 400,
- 1945 — 6 674 000,
- 1950 — 7 014 005,
- 1960 — 7 480 395,
- 1965 — 7 733 853,
- 1970 — 8 042 803,
- 1975 — 8 192 566,
- 1980 — 8 310 473,
- 1985 — 8 356 337,
- 1990 — 8 600 815,

Последняя перепись проведена в 2000 — 8 923 569.
  (недоступная ссылка с 13-05-2013 [4459 дней] — история)

### Эстония
Первая перепись проведена в 1881 — 881 455.
Последующие переписи проведены в
- 1897 — 958 351,
- 1922 — 1 107 059,
- 1934 — 1 126 413,
- 1959 — 1 196 791,
- 1970 — 1 356 079,
- 1979 — 1 464 476,
- 1989 — 1 565 662,
- 2000 — 1 370 052.
- 2011

 Архивировано 8 июля 2013 года.

### Югославия(Сербия и Черногория) (Сербия)
Первая перепись проведена в 1834.
• 1834  — 678 132
• 1841  — 859 545
• 1843  — 915 080
• 1846  — 998 919
• 1850  — 1 078 281
• 1863  — 1 108 668
• 1866  — 1 216 219 
• 1878  — 1 669 337
• 1895 — 2 493 770
• 1910 — 2 922 258
• 1921 — 4 133 478
• 1948 — 6 527 966
• 1953 — 6 979 154
• 1961 — 7 642 227
• 1971 — 8 446 591
• 1981 — 9 313 677
• 1991 — 9 778 991 (Югославия)
• 1991 — 7 822 795 (Сербия)
• 2002 — 7 498 001
• 2011 — 7 186 862
• 2022 — 6 647 003
Последняя перепись проведена в 2022

## Переписи населения в странах Азии

### Азербайджан[33]
Первая перепись проведена в 1897.
Последующие переписи проведены в
- 1926 — 2 270 060
- 1939 — 3 205 150
- 1959 — 3 697 717
- 1979 — 6 026 515
- 1989 — 7 021 178
- 1999 — 7 953 400

Последняя перепись проведена в 2009 — 8 922 400

### Армения
Первая перепись проведена в 1897 — 829 600.
Последующие переписи проведены в
- 1926 — 881 000,
- 1939 — 1 281 600,
- 1959 — 1 802 000,
- 1970 — 2 492 000,
- 1979 — 3 037 300,
- 1989 — 3 287 700,

Последняя перепись проведена в 2001 — 3 213 011.

### Грузия[33]
Первая перепись проведена в 1851 — 989 100.
Последующие переписи проведены в
- 1863 — 1 143 000,
- 1885 — 1 707 900,
- 1897 — 2 109 200,
- 1913 — 2 601 000,
- 1926 — 2 677 000,
- 1939 — 3 542 000,
- 1959 — 4 044 000,
- 1970 — 4 686 400,
- 1979 — 5 014 800,
- 1989 — 5 443 300,

Последняя перепись проведена в 2002 — 4 369 579.

### Израиль
Первая перепись проведена в 1948.

### Индия
Первая перепись проведена в 1871 году — 253 000 000 человек.
Последующие переписи проведены в
- 1881 — 257 200 000
- 1891 — 282 801 000
- 1901 — 284 500 000
- 1911 — 259 201 000
- 1921 — 264 746 000
- 1931 — 290 815 000
- 1941 — 331 001 000
- 1951 — 363 211 000
- 1961 — 438 800 000
- 1971 — 547 900 000
- 1981 — 685 200 000
- 1991 — 843 931 000
- 2001 — 1 027 015 247
- 2011 — 1 210 193 422 (англ.[англ.])
- https://web.archive.org/web/20151124035144/http://www.indiastat.com/Default.aspx

### Казахстан[34]
Первая перепись проведена в 1897 — 3 453 600.
Последующие переписи проведены в
- 1926 — 6 074 000,
- 1939 — 6 145 900,
- 1959 — 9 295 000,
- 1970 — 13 009 000,
- 1979 — 14 685 000,
- 1989 — 16 456 000,
- 1999 — 14 952 400,

Последняя перепись проведена в 2009 — 15 797 000.

### Киргизия
Первая перепись проведена в 1897.

### Китай
Первая перепись проведена в 1953 — 587 960 000.
Последующие переписи проведены в
- 1964 — 704 990 000,
- 1982 — 1 008 180 738,
- 1990 — 1 133 682 500,
- 2000 — 1 265 830 000
- 2010 — 1 339 724 852

Последняя перепись проведена в 2020 — 1 411 778 724.

### Мальдивы
Первая перепись проведена в 1911 — 72 250.
Последующие переписи проведены в
- 1921 — 70 400,
- 1931 — 79 300,
- 1946 — 82 100,
- 1953 — 77 300,
- 1964 — 93 950,
- 1977 — 142 950,
- 1985 — 180 800,
- 1990 — 213 200,
- 1995 — 244 800,
- 2000 — 270 100,

Последняя перепись проведена в 2006 — 298 950.

### Таджикистан
Первая перепись проведена в 1897.

### Туркменистан
Первая перепись проведена в 1897 — 850 000.
Последующие переписи проведены в
- 1926 — 998 000,
- 1939 — 1 254 000,
- 1959 — 1 516 000,
- 1970 — 2 159 000,
- 1979 — 2 759 000,
- 1989 — 3 522 700,
- 2000 — 6 127 500

Последняя перепись проведена в 2012 — ?.

### Турция[35]
Первая перепись проведена в 1927 — 13 648 300.
Последующие переписи проведены в
- 1935 — 16 158 000,
- 1940 — 17 821 000,
- 1945 — 18 790 200,
- 1950 — 20 947 200,
- 1955 — 24 064 800,
- 1960 — 27 754 800,
- 1965 — 31 391 400,
- 1970 — 35 605 200,
- 1975 — 40 347 700,
- 1980 — 44 737 000,
- 1985 — 50 664 500,
- 1990 — 56 473 000,
- 1997 — 62 865 600,

Последняя перепись проведена в 2007 — 70 586 256.

### Узбекистан
Первая перепись проведена в 1897.

### Япония
Первая перепись проведена в 1872 — 33 110 800.
Последующие переписи проведены в
- 1910 — 49 588 800,
- 1920 — 55 963 100,
- 1930 — 64 450 000,
- 1940 — 71 933 000,
- 1950 — 83 199 600,
- 1955 — 89 275 500,
- 1960 — 93 418 500,
- 1965 — 98 275 000,
- 1970 — 103 720 100,
- 1975 — 111 939 600,
- 1980 — 117 060 400,
- 1995 — 125 568 500,
- 2000 — 126 925 800,

Последняя перепись проведена в 2005 — 127 760 000.

## Переписи населения в странах Африки

### Египет[36]
Первая перепись проведена в 1882 — 7 840 000.
Последующие переписи проведены в
- 1907 — 11 287 400,
- 1917 — 12 750 900,
- 1927 — 14 168 800,
- 1937 — 15 932 700,
- 1947 — 19 090 400,
- 1966 — 30 076 000,
- 1976 — 36 626 200,
- 1986 — 48 254 200,
- 1996 — 59 772 000,
- 2000 — 62 694 000,

Последняя перепись проведена в 2006 — 72 579 030.
  (недоступная ссылка с 13-05-2013 [4459 дней] — история)

### Южно-Африканская Республика
Первая перепись проведена в 1904 — 5 174 800.
Последующие переписи проведены в
- 1911 — 5 972 800,
- 1921 — 6 927 400,
- 1936 — 9 587 900,
- 1946 — 11 415 900,
- 1951 — 12 672 000,
- 1960 — 16 002 000,
- 1970 — 21 794 000,
- 1980 — 24 261 000,
- 1985 — 27 704 000,
- 1991 — 37 944 000,
- 1996 — 40 583 600,

Последняя перепись проведена в 2001 — 44 561 000.

## Переписи населения в странах Америки

### Аргентина
Первая перепись проведена в 1869 — 1 877 490.
Последующие переписи проведены в
- 1895 — 4 044 911,
- 1914 — 7 903 662,
- 1947 — 15 893 811,
- 1960 — 20 013 793,
- 1970 — 23 364 431,
- 1980 — 27 949 480,
- 1991 — 32 615 528,
- 2001 — 36 260 130

Последняя перепись проведена в 2010 — 40 091 359.

### Бразилия
Первая перепись проведена в 1872 — 9 930 478.
Последующие переписи проведены в
- 1900 — 17 438 434,
- 1920 — 30 635 605,
- 1941 — 42 069 000,
- 1950 — 51 944 397,
- 1960 — 70 119 071,
- 1970 — 93 139 037,
- 1980 — 119 070 865,
- 1991 — 146 917 459,
- 2000 — 169 544 443,

Последняя перепись проведена в 2011 — 192 376 496.

### Канада
Первая перепись проведена в 1666 — 3 215. (только на территории Французской Канады)
Последующие переписи проведены в
- 1821 — 741 000,
- 1851 — 2 436 300,
- 1861 — 3 229 600,
- 1871 — 3 689 300,
- 1881 — 4 324 800,
- 1891 — 4 833 300,
- 1901 — 5 371 300,
- 1906 — 6 097 000,
- 1911 — 7 206 643,
- 1921 — 8 787 900,
- 1931 — 10 376 800,
- 1941 — 11 506 700,
- 1951 — 14 009 400,
- 1961 — 18 238 200,
- 1971 — 21 568 300,
- 1976 — 22 992 600,
- 1981 — 24 343 200,
- 1986 — 25 309 300,
- 1991 — 27 296 900,
- 1996 — 28 846 761,
- 2001 — 30 007 094,

Последняя перепись проведена в 2006 — 32 623 490.

### Мексика
Первая перепись проведена в 1895.

### Соединённые Штаты Америки
Первая перепись проведена в 1790 — 3 929 214.
Последующие переписи проведены в
- 1800 — 5 236 631,
- 1810 — 7 239 881,
- 1820 — 9 638 453,
- 1830 — 12 866 020,
- 1840 — 17 069 453,
- 1850 — 23 191 876,
- 1860 — 31 443 321,
- 1870 — 38 558 371,
- 1880 — 49 371 340,
- 1890 — 62 979 766,
- 1900 — 76 212 168,
- 1910 — 92 228 496,
- 1920 — 106 021 537,
- 1930 — 123 202 624,
- 1940 — 132 164 569,
- 1950 — 151 325 798,
- 1960 — 179 323 175,
- 1970 — 203 211 926,
- 1980 — 226 545 805,
- 1990 — 248 709 873,
- 2000 — 281 421 906

Последняя перепись проведена в 2010 — 308 745 538.

## Переписи населения в Австралии и Океании

### Австралия
Первая перепись проведена в 1828 — 36 598.
Последующие переписи проведены в
- 1881 — 2 250 194,
- 1901 — 3 773 801,
- 1911 — 4 455 005,
- 1921 — 5 435 700,
- 1933 — 6 629 800,
- 1947 — 7 525 000,
- 1954 — 8 987 000,
- 1961 — 10 483 000,
- 1966 — 11 651 000,
- 1971 — 12 755 638,
- 1976 — 13 548 450,
- 1996 — 17 892 423,
- 2001 — 18 972 350,

Последняя перепись проведена в 2006 — 19 855 288.

### Новая Зеландия
Первая перепись проведена в 1851.

### Папуа-Новая Гвинея
Первая перепись проведена в 1921.